# باشگاه فوتبال زنان کیلمارناک
باشگاه فوتبال زنان کیلمارناک (به انگلیسی: Kilmarnock FC Women) یک تیم فوتبال زنان است که در کیلمارناک، ایرشایر واقع شده است که در SWPL 2 بازی می‌کند. این باشگاه که با نام استوارتون فِسُل (به انگلیسی: Stewarton Thistle) تأسیس شد، قدیمی‌ترین تیم فوتبال زنان در اسکاتلند است و پنجاهمین سالگرد خود را در ژوئیه ۲۰۱۱ جشن گرفت.

## تاریخچه

### استوارتون فِسُل
آلستر بارکلی، مورخ محلی، در سال ۱۹۷۳ نوشت که یک تیم فوتبال دختران ۱۲ سال قبل «کم و بیش برای خنده» در استوارتون تأسیس شد، اما به سرعت دستاوردهای متوسط تیم‌های مردانه شهر را تحت تأثیر قرار داد.
سو لوپز در کتاب (Women on the Ball (۱۹۹۷ خود ثبت کرد که این باشگاه در سال ۱۹۶۱ به درخواست لرد پرووست به‌جهت جمع‌آوری پول برای کمپین آزادی از گرسنگی، تشکیل شد. این باشگاه از موفقیت محلی برخوردار شد و با ستاره رز ریلی به فینال اولین جام حذفی زنان در سال ۱۹۷۱ رسید. این مسابقات که تحت نظارت اتحادیه فوتبال زنان انگلیس بازی می‌کرد، در سال‌های اولیه خود تیم‌های اسکاتلندی و ولز را پذیرفت. استوارتون تیس با نتیجه ۱–۴ مقابل ساوتهمپتون لوپز در مرکز ورزشی ملی کریستال پالاس شکست خورد. با این حال، چند ماه بعد، فِسُل موفق شد ساوتهمپتون را در فینال مسابقات بین‌المللی دی‌یُ ، که تیم‌هایی از سراسر اروپا در آن حضور داشتند، شکست دهد. در همان سال، استوارتون تیستل اولین دوره جام زنان اسکاتلند را با پیروزی بر آبردین پریما دوناس در فینال برد.
در سال ۱۹۷۲ آنها دوباره به فینال جام حذفی زنان رسیدند و به دلیل یک قرارداد حمایت مالی با نام لیز لِیدیز  بازی کردند. ساوتهمپتون در ایتون پارک در برتون آپون ترنت با نتیجه ۲–۳ دوباره آنها را شکست داد.

### کیلمارناک
در سال ۱۹۹۹ این باشگاه با نام اف‌سی لِیدیز کیلمارناک  شناخته شد. در اوایل دهه ۲۰۰۰، مدیر جیم چاپمن، تیمی قوی با چند بازیکن از تیم ملی فوتبال زنان اسکاتلند تشکیل داد. این باشگاه دو بار قهرمان لیگ شد و نماینده اسکاتلند در جام یوفا زنان در ۰۳–۲۰۰۲ و ۰۴–۲۰۰۳ بود.
در دهه بعد کیلمارناک با تیمی جوان و کم تجربه که اغلب شکست‌های سنگینی را متحمل می‌شد، بسیار کمتر موفق بود. می ۲۰۱۰ شاهد باخت ۲۹–۰ در تقابل با باشگاه گلاسکو سیتی قهرمان بودیم. در سال ۲۰۱۱ آنها در لیگ برتر زنان اسکاتلند، آخرین تیم جدول لیگ شدند، اما به دلیل کمبود تعداد تیم از سقوط در امان ماندند. تنها برد این تیم در فصل، ۰–۲ در مقابل فالکرک، به شکست ۰–۳ تغییر یافت، زیرا مشخص شد که یکی از بازیکنان کیلمارناک شش هفته کمتر از تولد ۱۵ سالگی‌اش مانده و واجد شرایط حضور در فوتبال بزرگسالان نیست. با این حال، در فصل ۲۰۱۲، آنها دوباره به انتهای جدول رسیدند و سقوط کردند.
در سال ۲۰۱۷، شلی کر، بازیکن سابق کیلمارناک سرمربی تیم ملی زنان اسکاتلند شد.
در فصل ۲۰۱۸ SWPL، کیلمارناک که به تازگی ارتقا یافته است، اولین بازی لیگ فصل خود را در خانه مقابل مادرول با نتیجه ۲–۱ کست داد. بعد از بازی کیلمارناک شکایت کرد که مادرول از روش‌های صحیح SWF پیروی نکرده است. پس از آن کیلمارناک با پیروزی ۳–۰ مقابل مادرول پاداش گرفت. نتیجه آنها را در صدر SWPL2 قرار داد.
در ژانویه ۲۰۲۰، اف‌سی کیلمارناک لِیدیز توسط باشگاه فوتبال کیلمارنوک تحت کنترل کامل قرار گرفت و به عنوان کیلمارناک اف‌سی وُمِن  تغییر نام داد و اندی گاردنر، مربی سابق رنجرز، به عنوان سرمربی جدید تیم قبل از فصل ۲۰۲۰ منصوب شد.
در ژوئیه ۲۰۲۲، تیم بازی زنان کیلمارناک اولین قراردادهای حرفه‌ای خود را در یک حرکت مهم برای باشگاه امضا کرد. سرمربی سابق جیم چاپمن نیز پیش از انتقال این تیم به لیگ برتر زنان اسکاتلند که به تازگی تشکیل شده است، برای دومین بار به عنوان سرمربی برمی‌گردد.

## ترکیب تیم اول
تا تاریخ ۲۴ ژوئن ۲۰۲۴
| شماره |          | پست       | بازیکن                  |
| ----- | -------- | --------- | ----------------------- |
| ۱     | اسکاتلند | دروازه‌بان | هالی کریگان             |
| ۲     | اسکاتلند | مدافع     | ریس مک‌کالک              |
| ۵     | اسکاتلند | هافبک     | کری هالپین              |
| ۶     | اسکاتلند | هافبک     | جورجی کروکس             |
| ۷     | اسکاتلند | مهاجم     | کستی منرو               |
| ۹     | اسکاتلند | مهاجم     | دیون براون              |
| ۱۰    | اسکاتلند | هافبک     | ابی رابینسون            |
| ۱۱    | اسکاتلند | هافبک     | مری فایف                |
| ۱۲    | اسکاتلند | مهاجم     | کلسی کرینی              |
| ۱۴    | اسکاتلند | مدافع     | لورا مکلاکلین (کاپیتان) |

| شماره |          | پست       | بازیکن        |
| ----- | -------- | --------- | ------------- |
| ۱۵    | اسکاتلند | مهاجم     | لورن رزاید    |
| ۱۶    | اسکاتلند | هافبک     | لوسی بنز      |
| ۱۷    | اسکاتلند | مدافع     | الکس میدلتون  |
| ۱۸    | اسکاتلند | هافبک     | لوئیز کاون    |
| ۱۹    | اسکاتلند | هافبک     | آرون اوبراین  |
| ۲۱    | اسکاتلند | مدافع     | ربکا گولت     |
| ۲۳    | اسکاتلند | مدافع     | جورجینا مک‌تی  |
| ۲۴    | اسکاتلند | هافبک     | جردن مک‌لینتاک |
| ۳۱    | اسکاتلند | دروازه‌بان | الی کوری      |

## بازیکنان سابق
برای جزئیات بازیکنان سابق، به رده:بازیکنان زن اف.سی. کیلمارناک

## افتخارات
- قهرمانی لیگ اسکاتلند[۹]
  - برندگان (۳):۷۱–۱۹۷۰، ۰۲–۲۰۰۱، ۰۳–۲۰۰۲
  - نایب قهرمان (۱): ۰۵–۲۰۰۴
- لیگ برتر زنان اسکاتلند ۲
  - نایب قهرمان (۱): ۲۰۱۸[۱۹]
- لیگ دسته اول زنان اسکاتلند جنوب
  - برندگان (۱): ۲۰۱۷[۲۰]
- جام حذفی
  - نایب قهرمان (۲): ۷۱–۱۹۷۰، ۷۲–۱۹۷۱
- جام اسکاتلند[۲۱]
  - برندگان (۳): ۱۹۷۱،[۲۲] ۰۱–۲۰۰۰، ۰۲–۲۰۰۱
  - نایب قهرمان (۱): ۰۳–۲۰۰۲
- جام لیگ برتر اسکاتلند[۲۱]
  - برندگان (۳): ۰۳–۲۰۰۲، ۰۴–۲۰۰۳، ۰۶–۲۰۰۵
- جام لیگ اسکاتلند (برترین مسابقات جام لیگ قبل از جام لیگ برتر)
  - برندگان (۱): ۰۲–۲۰۰۱

## کتابشناسی
- Lopez, Sue (1997). Women on the Ball: A Guide to Women's Football. London, England: Scarlet Press. ISBN 1-85727-016-9.